# Campeonato Mundial de Karate de 2000
El Campeonato Mundial de Karate de 2000 fue la edición número 15 del torneo de karate más importante del mundo. Se desarrolló en la ciudad de Múnich, siendo la primera vez que este campeonato mundial se disputaba en Alemania. Comenzó el 12 de octubre de 2000 y culminó tres días después. Participaron 820 deportistas provenientes de distintos países del mundo, quienes formaron parte de alguna de las 17 competencias del torneo.
Los deportistas franceses lograron el primer lugar en el medallero. En el segundo puesto se ubicaron los japoneses, mientras que el tercer puesto fue para los deportistas locales.

## Resultados

### Resultados individuales

#### Kata
| Posición | País    | Deportista    |
| -------- | ------- | ------------- |
| 1        | Francia | Michaël Milon |
| 2        | Japón   | Ryoke Abe     |
| 3        | Italia  | Luca Valdesi  |

| Posición | País    | Deportista        |
| -------- | ------- | ----------------- |
| 1        | Japón   | Atsuko Wakai      |
| 2        | Francia | Myriam Szkudlarek |
| 3        | Italia  | Roberta Sodero    |

#### Kumite

##### Kumitemasculino
| Posición | País    | Deportista       |
| -------- | ------- | ---------------- |
| 1        | Francia | Cécil Boulesnane |
| 2        | Italia  | Francesco Ortu   |
| 3        | Benín   | Damien Dovy      |
| 3        | Japón   | Kenichi Imai     |

| Posición | País           | Deportista         |
| -------- | -------------- | ------------------ |
| 1        | Alemania       | Lazar Boskovic     |
| 2        | España         | A. Ramiro          |
| 3        | Francia        | Alexandre Biamonti |
| 3        | Estados Unidos | George Kotaka      |

| Posición | País    | Deportista      |
| -------- | ------- | --------------- |
| 1        | Croacia | Gustaff Lefevre |
| 2        | Senegal | Fode Ndao       |
| 3        | Irán    | Mehdi Amozadeh  |
| 3        | Francia | R. Bel Lahsen   |

| Posición | País     | Deportista       |
| -------- | -------- | ---------------- |
| 1        | España   | Iván Leal        |
| 2        | Alemania | Fadi Chaabo      |
| 3        | Francia  | David Félix      |
| 3        | Italia   | Gennaro Talarico |

| Posición | País         | Deportista       |
| -------- | ------------ | ---------------- |
| 1        | Países Bajos | Daniël Sabanovic |
| 2        | Francia      | Yann Baillon     |
| 3        | España       | A. Arnaiz        |
| 3        | Alemania     | T. Nitschmann    |

| Posición | País     | Deportista       |
| -------- | -------- | ---------------- |
| 1        | Senegal  | Mamadou Ndiaye   |
| 2        | Francia  | Seydina Balde    |
| 3        | Irán     | Mehran Behnamfar |
| 3        | Alemania | Marc Haubold     |

| Posición | País    | Deportista                |
| -------- | ------- | ------------------------- |
| 1        | Francia | Christophe Pinna          |
| 2        | Italia  | David Benetello           |
| 3        | Irán    | Saeid Ashtian             |
| 3        | Grecia  | Konstantinos Papadopoulos |

##### Kumiteféminino
| Posición | País       | Deportista     |
| -------- | ---------- | -------------- |
| 1        | Japón      | Hiromi Hasama  |
| 2        | Francia    | Nadia Mecheri  |
| 3        | Perú       | Gladys Eusebio |
| 3        | Yugoslavia | M. Vicovac     |

| Posición | País       | Deportista          |
| -------- | ---------- | ------------------- |
| 1        | Alemania   | Alexandra Witteborn |
| 2        | Italia     | Chiara Stella Bux   |
| 3        | Japón      | Mayuni Baba         |
| 3        | Yugoslavia | S. Mitic            |

| Posición | País    | Deportista                |
| -------- | ------- | ------------------------- |
| 1        | Japón   | Natsu Yamaguchi           |
| 2        | España  | Gloria Casanova Rodríguez |
| 3        | Francia | Laurence Fischer          |
| 3        | Austria | E. Fuchs                  |

| Posición | País    | Deportista     |
| -------- | ------- | -------------- |
| 1        | Turquía | Yıldız Aras    |
| 2        | Francia | Nathalie Leroy |
| 3        | Japón   | E. Fujioka     |
| 3        | Italia  | Roberta Minet  |

### Resultados por equipos

#### Kata
| Posición | País    |
| -------- | ------- |
| 1        | Japón   |
| 2        | Francia |
| 3        | España  |

| Posición | País    |
| -------- | ------- |
| 1        | Francia |
| 2        | Japón   |
| 3        | Italia  |

#### Kumite
| Posición | País        |
| -------- | ----------- |
| 1        | Francia     |
| 2        | Alemania    |
| 3        | España      |
| 3        | Reino Unido |

| 1 | Francia |
| 2 | España  |
| 3 | Japón   |
| 3 | Turquía |

## Medallero
Un total de 16 naciones lograron obtener alguna medalla. Francia obtuvo el primer lugar del medallero gracias a sus 16 medallas, de las cuales 6 fueron doradas.
| Medallero |                |     |       |        |       |
| Posición  | País           | Oro | Plata | Bronce | Total |
| 1         | Francia        | 6   | 6     | 4      | 16    |
| 2         | Japón          | 4   | 2     | 4      | 10    |
| 3         | Alemania       | 2   | 2     | 2      | 6     |
| 4         | España         | 1   | 3     | 3      | 7     |
| 5         | Senegal        | 1   | 1     | 0      | 2     |
| 6         | Turquía        | 1   | 0     | 1      | 2     |
| 7         | Croacia        | 1   | 0     | 0      | 1     |
| 7         | Países Bajos   | 1   | 0     | 0      | 1     |
| 9         | Italia         | 0   | 3     | 5      | 8     |
| 10        | Irán           | 0   | 0     | 3      | 3     |
| 11        | Yugoslavia     | 0   | 0     | 2      | 2     |
| 12        | Austria        | 0   | 0     | 1      | 1     |
| 12        | Benín          | 0   | 0     | 1      | 1     |
| 12        | Estados Unidos | 0   | 0     | 1      | 1     |
| 12        | Reino Unido    | 0   | 0     | 1      | 1     |
| 12        | Grecia         | 0   | 0     | 1      | 1     |
| 12        | Perú           | 0   | 0     | 1      | 1     |